# Muralla d'època andalusina de Lleida
La Muralla d'època andalusina de Lleida és una obra de Lleida (Segrià) declarada Bé Cultural d'Interès Nacional.

## Descripció
L'emplaçament de la ciutat de Lleida, al costat del riu Segre, l'ha convertit en un lloc estratègic des d'antic. És té coneixença que la ciutat romana d'Ilerda ja era fortificada. El fet que es tracti d'una ciutat acròpoli l'obligà a disposar d'una ciutadella al capdamunt del turó i muralles que encerclaven el nucli urbà estès als seus vessants mirant en direcció al riu Segre.
La Larida d'època andalusí també es dividia entre la part alta, on hi havia l'alcassaba i la mesquita major, i la ciutat baixa. Aquesta última quedava tancada perimetralment per una muralla i un tancament fluvial, i, a més a més, hi havia dos murs interiors, perpendiculars al pendent meridional del turó, que baixaven fins al riu i deixaven a l'interior un barri que es correspon a principis del segle XXI amb el del Canyeret.
El tancament fluvial anava paral·lel al riu Segre i la seva principal característica era la reduïda amplada del mur i l'absència de torres defensives. S'estenia des de l'avinguda Blondel fins a la baixada de l'Audiència.
La muralla defensiva que encerclava el perímetre urbà tenia grans torres quadrangulars. Estava feta amb grans blocs rectangulars de pedra sorrenca units en sec i disposats en el mur del través configurant un alçat de blocs quadrats lleugerament encoixinats.
Els dos murs interiors són coneguts com la cuirassa de Sant Andreu i de la Porta Ferrissa. Són murs protegits amb torres que partien dels murs de l'alcassaba i baixaven fins a unir-se als murs del tancament fluvial de la ciutat. Les cuirasses tenen una funcionalitat encara per definir, ja que mentre sembla clara quan estan a prop d'un riu o pou d'abast d'aigua per garantir el seu aprovisionament, però no tan clara quan es troben a l'interior de les fortificacions i sense cap relació amb l'aigua.
La major part d'aquestes estructures andalusines es conserven en els fonaments dels edificis actuals i no es poden observar a simple vista. Alguns dels trams descoberts durant intervencions arqueològiques s'han integrat en les construccions posteriors i es poden veure en els soterranis.
L'únic tros visible sense necessitat d'excavació arqueològica es troba dins d'una botiga a la plaça de la Sal, 8, la qual es recolza directament sobre l'antiga cuirassa andalusina de Porta Ferrissa.
Els altres trams de muralla d'època andalusina, que s'han trobat arrel les diferents intervencions arqueològiques que s'han realitzat, són:
- Carrer Clavé, 47: restes trobades l'any 1998 i integrades en el segon soterrani de l'edifici. L'espai s'ha museïtzat. Es pot veure el basament de dues torres d'època medieval andalusina (segle IX-X dC) i un tram de 32 metres lineals de la muralla feudal del segle XIV. Les torres tenen forma rectangular, de cinc metres de llargada, i flancs perpendiculars a la muralla de tres metres.
- Avinguda Blondel, 54: en el soterrani de l'edifici que acull la botiga Zara hi ha les restes d'un angle de la muralla andalusina. Es tracta de l'extrem occidental del tancament o façana de riu, més un altre tram, que perpendicular al primer, inicia el traçat de la muralla que seguint aproximadament el recorregut de l'actual carrer Cavallers i protegia la ciutat per ponent.
- Rambla Ferran, 1: primeres filades de fonamentació de la muralla.
- Plaça de Mossèn Cinto: restes de muralla i porta d'accés a la ciutat.
- Carrer Cardenal Remolins: restes de muralla.
- Rambla Ferran, 17: restes de muralla.
- Carrer Major, 13: restes de muralla.
- Carrer Sant Andreu - Carrer Major: restes de la Cuirassa de Sant Andreu.
- Plaça de la Sal: restes de la Cuirassa de Porta Ferrissa.
- Carrer Baixada de la Trinitat, 3: durant l'excavació per l'habilitació d'un soterrani en aquest emplaçament es va trobar estratigrafia arqueològica conservada des d'època romana fins a l'actualitat. D'època andalusina es van trobar restes de la Cuirassa de Porta Ferrissa i una sèrie de sitges excavades a les argiles dels estrats romans fins al nivell de graves; aquestes últimes corresponen a un moment anterior a la construcció de la cuirassa. Aquestes restes són visibles al soterrani de l'edifici actual.

## Història
La zona de Lleida fou ocupada entre els anys 713 i 714, sense gaire resistència, per les tropes dirigides pel general àrab Musa ibn Nusayr, però les contínues lluites amb els carolingis no permeteren estructurar la vida política de la ciutat de Lleida sota el domini islàmic. Un cop afermada la Frontera Superior d'Al-Andalus, cap a la segona meitat del segle IX, Lleida recuperà la seva importància. Es va construir l'alcassaba de la Suda i una nova mesquita i, a partir del segle x, la ciutat va tenir un creixement accelerat.
Amb l'esfondrament del califat de Còrdova al segle xi, es creà a Larida un regne o taifa que perdurà fins a l'any 1102, any en què els almoràvits conqueriren la ciutat. Finalment, el 1149, els comtes Ramon Berenguer IV de Barcelona i Ermengol VI d'Urgell van conquerir la ciutat.